# -OZ-
-OZ- (オズ?), es una banda japonesa de Metal Alternativo y Death Metal perteneciente al estilo Visual Kei. Se formó en octubre de 2004, Aunque Obtuvieron un sello discográfico en el año 2006, estrenando con Adam's apple y Eve's apple. Actualmente están bajo el sello Loop Ash en Japón y CLJ Records en prinpppootreydjuan

## Historia
Fue formada en 2004 como una fusión entre dos bandas: Natsuki y Aki de Scare Crow junto con Tama y Nao de Gipsy, Zukki, quien era entonces baterista de Usagi, se unió más tarde.
Dos meses después, comenzaron a presentarse en recintos pequeños, sobre todo en Tokio. Lanzaron sus primeros sencillos en julio y septiembre de 2005.
En 2006 firman con la compañía discográfica Loop Ash, y con esta asociación promueven el lanzamiento de los sencillos "Eve's apple" y "Adam's apple" para fin de año. Además, la canción "Cry the crime" se distribuyó como regalo junto con la revista SHOXX en el número de diciembre. Desde entonces, fueron ganando más popularidad.
En mayo de 2007 lanzaron su primer EP titulado SIX, seguido del sencillo elf para fines de octubre.
Su primer concierto individual lo realizaron en Niigata y Tokio el 21 y 28 de diciembre respectivamente.
En los años siguientes se hicieron habituales en los actos del Stylish Wave junto con bandas como SCREW, SUG y D=OUT.
En 2008 lanzaron varios sencillos que consiguieron bastante éxito, como "Bulk" que alcanzó el puesto número 1 en las listas indie del Oricon Singles Weekly Chart, y "Spiral" que alcanzó el número 12.
En septiembre de 2009 lanzaron su primer álbum, VERSUS.
En 2010 lanzan el sencillo "wisteria", que alcanzó el sexto puesto en las listas de Oricon. También contribuyeron en el sencillo conmemorativo del décimo aniversario de Loop Ash, "LOOP OF LIFE X" lanzado el 30 de junio. Parece que como el buen vino mejoran con los años, así que estamos deseando ver sus próximos trabajos.
Lamentablemente
Después de 8 años y medio de actividades, los integrantes de -OZ- anuncian la disolución  de la banda, todos tomarán caminos diferentes, después de su concierto el 16 de julio en el Shibuya O-WEST. Ésta será su presentación final de la gira “THE LAST CRY”, que comenzará el 12 de mayo en Tokio y terminará el 16 de junio.-OZ- lanzará un último álbum titulado “Complete Best Album“, que será lanzado el 3 de abril de 2013.
El tracklist será:
【Disc-1】
 01.Misty
 02.Zenith
 03.Azalea
 04.End-Roll
 05.DAIS
 06.Erode.
 07.Shangrila
 08.Illegal SLEEP
 09.Resemblance
 10.Enmity
 11.Colors
 12.Fade
 13.Butterfly
 14.Blot
 15.CLOVER
 16.Mirror
 17.CRY the crime
 18.FETTERS
 19.「　　　」
【Disc-2】
 01.LAST Sell
 02.FILMY
 03.BLAZE
 04.VENOM
 05.Needle
 06.Reservation
 07.ATHENA
 08.IN RUBBISH
 09.M.D.M.A
 10.MIGRANT
 11.DETOX
 12.Breathe trees
13.Perfect Ruler
14.NEVER[F] 15.Public Speaker
16.Nerve[less] 17.S.I.N
18.RAZE
【Disc-3】
 01.Birthday
 02.Rotate
 03.LEAD
 04.flood bead
 05.Pressed flower
 06.REborn
 07.PLANT
 08.Bitter&Sweet
 09.Strings
 10.Rain Delay
 11.Seventh Tier
 12.THRUST
 13.Sky high
 14.Retrograde
 15.Another Reign
16.Protect:code
 17.Blackout
 18.White Pallet
19.Force
【Disc-4】
 01.Reverse
 02.Unseal
 03.Ecdysis
 04.STIGMA
 05.Trusty
 06.Blast
 07.Flash back
 08.eve.
 09.Succubus
 10.Holy[CRAP BGM] 11.I killed yesterday’s me
 12.Destination
 13.Again:st
 14.Edge of desire
15.to CONTINUE.
【.-OZ- espera que sus fanes continúen apoyándolos hasta el momento final e incluso después de la separación.】
'''''

## Miembros
- Natsuki
  - Vocalista
  - Fecha de Nacimiento: 1 de enero
  - Historia en bandas: (ディスリピュート → Scare Crow → -OZ-)

- Aki
  - Guitarra
  - Fecha de Nacimiento: 8 de diciembre
  - Historia en bandas: (ディスリピュート → Scare Crow → -OZ-)

- Tama
  - Guitarrista
  - Fecha de Nacimiento: 29 de noviembre
  - Historia en bandas: (ジプシー → -OZ-)

- Nao
  - Bajista
  - Fecha de Nacimiento: 23 de diciembre
  - Historia en bandas: (ジプシー → -OZ-)

- Zukki
  - Baterista
  - Fecha de Nacimiento: 3 de abril
  - Historia en bandas: (ウサギ → -OZ-)

## Discografía

### Álbumes
- VERSUS [2009.09.16]
- Rouge [2010.11.10]
- BEST 2006-2010 [2010.12.01]

### Sencillos
- "Decay" [2005.07.24]
- "And to the End" [2005.09.29]
- "Scene In the misereal" [2006.03.05]
- "Eve’s Apple" [2006.11.22]
- "Adam’s Apple" [2006.12.27]
- "Six" [2007.05.30]
- "Elf" [2007.10.31]
- "Athena" [2008.03.05]
- "Bulk" [2008.07.30]
- "S.I.N" [2008.04.02]
- "Spiral" [2008.09.03]
- "Raze" [2008.12.28]
- "Venom" [2009.03.04]
- "Detox" [2009.04.01]
- "White Pallet" [2009.12.28]
- "Wisteria" [2010.02.24]
- "Viridan" [2010.05.05]
- "Force" [2011.12.28]
- "Souga" [2011.10.5]
- "STIGMA" [2012.03.21]

### DVD
- Versus [2009.09.16]
- Wisteria [2010.02.24]
- Viridan [2010.05.05]
- Detox [2009.04.01]